# Новосамарська сільська рада
Новосама́рська сільська́ ра́да — колишня адміністративно-територіальна одиниця та орган місцевого самоврядування у Окнянському районі Одеської області. Адміністративний центр — село Новосамарка.

## Загальні відомості
- Територія ради: 53 км²
- Населення ради: 1 310 осіб (станом на 2001 рік)

## Населені пункти
Сільській раді підпорядковані населені пункти:
- с. Новосамарка
- с. Іванівка
- с. Олександрівка

## Населення
Згідно з переписом УРСР 1989 року чисельність наявного населення сільської ради становила 1378 осіб, з яких 622 чоловіки та 756 жінок.
За переписом населення України 2001 року в сільській раді мешкало 1313 осіб.

### Мова
Розподіл населення за рідною мовою за даними перепису 2001 року:
| Мова       | Відсоток |
| ---------- | -------- |
| українська | 86,72 %  |
| молдовська | 8,02 %   |
| російська  | 3,51 %   |
| болгарська | 0,23 %   |
| білоруська | 0,08 %   |
| гагаузька  | 0,08 %   |
| інші       | 1,36 %   |

## Склад ради
Рада складається з 16 депутатів та голови.
- Голова ради:

### Керівний склад попередніх скликань
| Прізвище, ім'я, по батькові | Основні відомості                      | Дата обрання | Дата звільнення |
| --------------------------- | -------------------------------------- | ------------ | --------------- |
| Прачук Павло Володимирович  | Сільський голова, 1970 року народження | 26.03.2006   | 31.10.2010      |

Примітка: таблиця складена за даними сайту Верховної Ради України

### Депутати
За результатами місцевих виборів 2010 року депутатами ради стали:

#### За суб'єктами висування
| Суб'єкт висування            | Кількість обраних депутатів | %    |
| ---------------------------- | --------------------------- | ---- |
| Самовисування                | 10                          | 62,5 |
| Соціалістична партія України | 3                           | 18,8 |
| Партія регіонів              | 2                           | 12,5 |
| Народна партія               | 1                           | 6,3  |

#### За округами
| № округу                     | Прізвище, ім'я, по батькові    | Дата визнання обраним | Освіта  | Партійна приналежність                        | Відомості про обраного депутата                                    |
| ---------------------------- | ------------------------------ | --------------------- | ------- | --------------------------------------------- | ------------------------------------------------------------------ |
| Народна Партія               |                                |                       |         |                                               |                                                                    |
| 10                           | Онуцький Денис Миколайович     | 01.11.2010            | вища    | позапартійний                                 | Новосамарська загальноосвітня школа, вчитель                       |
| Партія регіонів              |                                |                       |         |                                               |                                                                    |
| 4                            | Медушевська Олена Григорівна   | 01.11.2010            | вища    | член Партії регіонів                          | Новосамарська загальноосвітня школа, вчитель                       |
| 15                           | Артьомова Лідія Іванівна       | 01.11.2010            | вища    | член Партії регіонів                          | Новосамарська сільська рада, зав. фельдшерсько-акушерським пунктом |
| Соціалістична партія України |                                |                       |         |                                               |                                                                    |
| 5                            | Наливайко Наталя Сергіївна     | 01.11.2010            | середня | член Соціалістичної партії України            | магазин «Віталій», продавець                                       |
| 8                            | Моргач Ольга Василівна         | 01.11.2010            | вища    | член Соціалістичної партії України            | Котовська митниця, ветінспектор                                    |
| 16                           | Чашуріна Ірина Олександрівна   | 01.11.2010            | середня | член Соціалістичної партії України            | тимчасово не працює                                                |
| Самовисування                |                                |                       |         |                                               |                                                                    |
| 1                            | Мнацаканян Каріне Ашотівна     | 01.11.2010            | вища    | позапартійна                                  | ТОВ «Тімдресс Дебетекс», секретар                                  |
| 2                            | Орловський Євгеній Іванович    | 01.11.2010            | середня | позапартійний                                 | СТОВ «Мрія», охоронець                                             |
| 3                            | Черній Олена Петрівна          | 01.11.2010            | середня | позапартійна                                  | СТОВ «Мрія», кухар                                                 |
| 6                            | Тавровська Тетяна Іванівна     | 01.11.2010            | вища    | позапартійна                                  | Новосамарська сільська рада, секретар                              |
| 7                            | Тавровський Анатолій Пилипович | 01.11.2010            | вища    | позапартійний                                 | Новосамарська загальноосвітня школа, директор                      |
| 9                            | Гаврилюк Віктор Анатолійович   | 01.11.2010            | середня | позапартійний                                 | СТОВ «Мрія», слюсар                                                |
| 11                           | Янгьоз Георгій Іванович        | 01.11.2010            | середня | позапартійний                                 | СТОВ «Мрія», механізатор                                           |
| 12                           | Рубаняк Ніна Борисівна         | 01.11.2010            | середня | позапартійна                                  | тимчасово не працює                                                |
| 13                           | Мирон Наталія Михайлівна       | 01.11.2010            | середня | позапартійна                                  | СТОВ «Мрія», різноробоча                                           |
| 14                           | Венгер Наталя Петрівна         | 01.11.2010            | середня | член Всеукраїнського об'єднання «Батьківщина» | Новосамарська сільська рада, санітарка                             |